# Pękanie mrozowe
Pękanie mrozowe zachodzi w gruntach klastycznych, które silnie przemarzają podczas szybkiego spadku temperatury poniżej −10 °C. Pękanie jest wynikiem termicznego kurczenia się lodu i osadu przepełnionego lodem. Powstają liczne spękania i szczeliny kontrakcyjne. Kolejne roztopy prowadzą do rozszerzenia już istniejących form – powstają wówczas kliny lodowe –  żyły lodowe o mniej więcej pionowym przebiegu.